# اریش آبراهام
اریش آبراهام (به آلمانی: Erich Abraham) (۲۷ مارس ۱۸۹۵ – ۷ مارس ۱۹۷۱) نظامی بلندپایه آلمانی در دوره رایش سوم بود.